# Jules Denefve
Jules Denefve (Chimay, 1814 – Bergen, 19 augustus 1877) was een Belgisch componist, muziekpedagoog en cellist.

## Levensloop
Denefve studeerde cello en compositie aan het Koninklijk Conservatorium te Brussel, maar maakte zijn studies niet af om in de plaats daarvan docent cello te worden aan het Conservatorium van Bergen. In 1844 werkte hij zich op tot directeur van deze muziekschool, welke hij tot 1873 zou blijven, en in 1841 stichtte hij er het koor Roland de Lassus. Als cellist speelde hij bij de Société des concerts du théâtre in Bergen (België). Naast opera's, koorwerken en symfonische muziek componeerde hij een aantal stukken voor harmonieorkest.
Er bestaat een Société de Jules Denefve, aan die ook een koor bijgevoegd is.

## Composities

### Missen en gewijde muziek
- Requiem, voor groot orkest[2] (is verloren gegaan)

### Muziektheater

#### Opera's
| Voltooid in | titel                          | aktes | première                | libretto |
| ----------- | ------------------------------ | ----- | ----------------------- | -------- |
| 1838        | Kettly, ou Le Retour en suisse |       | 1838 te Bergen (België) |          |
| 1845        | L'Échevin Brassart             |       | 1845 te Bergen (België) |          |
| 1850        | Marie de Brabant               |       | 1850 te Bergen (België) |          |
| 1854        | Séguille                       |       | 1854 te Bergen (België) |          |

### Werken voor koren
- La Fiesta De Los Marineros, paso-doble voor mannenkoor
- Canto Triunfal, voor mannenkoor

### Vocale muziek
- 1863 La Mort de l'enfant, voor zangstem en piano - tekst: Léon Taulet
- Nocturne, voor twee stemmen
- Trois romances, voor zangstem en piano
  1. Le Songe
  2. Pauvre jeune hommes
  3. L'Aveu permis

### Kamermuziek
- Deux Aires Variés, voor cello
- Divertissement sur des motifs de Robert le Diable, voor cello